# Municipio Ezequiel Zamora (Monagas)
Ezequiel Zamora es uno de los 13 municipios que conforman el Estado Monagas en Venezuela. Su capital es la población de Punta de Mata. Tiene una superficie de 151 km² y según estimaciones del INE su población para 2023 es de 77 528 habitantes. El municipio está integrado por dos parroquias, El Tejero y Punta de Mata.
La explotación petrolera es el pilar de la economía de este municipio, aunque también la ganadería y el sector agrícola se han logrado mantener pese a la importancia petrolera de la zona, se producen cereales, leguminosas y oleaginosas.

## Historia
La fundación de la ciudad de Punta de Mata, capital del municipio Ezequiel Zamora, se remonta a la década de 1940, como resultado de un proceso de hacinamiento espontáneo impulsado por la expansión de la actividad petrolera en la región. El nombre del municipio fue adoptado en homenaje a Ezequiel Zamora, caudillo de las luchas revolucionarias del siglo xix, símbolo de las reivindicaciones sociales y populares en Venezuela.
El 17 de enero de 1963, la Asamblea Legislativa del estado Monagas sancionó el decreto de creación del municipio Ezequiel Zamora, el cual fue ejecutado el 13 de febrero del mismo año, en el marco de la aplicación de la entonces vigente Ley Orgánica del Régimen Municipal. Este proceso se inscribió dentro de la evolución administrativa del Estado Monagas, cuyas divisiones territoriales dieron origen a los distritos, luego transformados en municipios, y estos a su vez en juntas parroquiales, conforme a las disposiciones legales de la época.
En 1961, Punta de Mata fue elevada a la categoría de Junta Comunal del distrito Maturín, condición que mantuvo durante 23 años. Esta decisión se basó en estudios de factibilidad económica, social y educativa, que evidenciaban el crecimiento sostenido de la localidad y su necesidad de contar con una estructura administrativa propia. Como resultado de este proceso, la comunidad logró su reconocimiento como municipio autónomo.
Tras las elecciones municipales de diciembre de 1983, se instaló por primera vez la Cámara Municipal de Ezequiel Zamora, marcando un hito en la institucionalización del gobierno local. Posteriormente, con la reforma de la Ley Orgánica del Régimen Municipal en 1989, se estableció formalmente la figura de las alcaldías y se redefinió la organización territorial en parroquias, proceso que entró en vigencia en enero de 1990.
Más recientemente, en septiembre de 2022, fue inaugurada la Casa de la Mujer Zamorana en Punta de Mata, una iniciativa promovida por Rosa Millán, orientada a la atención, formación y empoderamiento de las mujeres del municipio.
El 11 de noviembre de 2024, en el Complejo Operativo Muscar ocurren una serie de explosiones e incendios, donde resultaron 5 heridos.El hecho se produjo en el gasoducto de 26″ Muscar – Soto.
Para el 27 de julio de 2025, es reelecto a Óscar Cedeño como alcalde del municipio.

## Geografía
El municipio Ezequiel Zamora está ubicado al noroeste del Estado Monagas, limita al norte con el Cedeño, al sur con el Municipio Aguasay, al este con Municipios Cedeño, Maturín y Santa Bárbara y al oeste con el Municipio Cedeño. Está localizado entre la mesa de pie de monte y la mesa llana, presenta una vegetación de bosque seco tropical, tiene temperaturas entre los 27 y 32 °C con una precipitación promedio anual de 960 mm.

### Límites
Según la Gaceta Oficial del Estado Monagas, Reforma Parcial de la Ley de División Político Territorial del Estado Monagas, de fecha 29 de julio de 1998, los límites del Municipio Ezequiel Zamora son los siguientes: Por el Norte, con el Municipio Cedeño en una línea recta desde el Rincón de Santa Rita a la Cruz de Rangel; por el Este, con el Municipio Cedeño, una línea recta desde la Cruz de Rangel a la cabecera de la Quebrada Arapia desde allí con el Municipio Maturín por la Quebrada Arapia, desde su nacimiento hasta su desembocadura en el río Amana; continúa por este río aguas abajo hasta la desembocadura de la Quebrada Masaguita, de allí en línea recta hasta los ejidos del Municipio Santa Bárbara en el punto de coordenadas UTM (N-1.066.620 y E-428.420), continúa en línea recta, pasa por el río Queregua, la Quebrada los Cañaotes, la Quebrada Sunsunes, el río Mapirito hasta el punto de coordenadas UTM (N-1 .050.600 y E-428.400), en el río Tonoro; por el Sur, lindera con el Municipio Maturín y desde el punto de coordenadas UTM (N-1 .050.600 y E-428.400), en el río Tonoro, se sigue aguas arriba hasta las bocas de Tácata; Oeste, con el Municipio Cedeño, desde las bocas de Tácata hasta el Rincón de Santa Rita, punto de partida.

### Organización parroquial
| Parroquia        | Superficie | Población | Densidad |
| ---------------- | ---------- | --------- | -------- |
| El Tejero        | km²        | hab.      | hab./km² |
| Punta de Mata    | km²        | hab.      | hab./km² |
| Municipio Zamora | 151 km²    | hab.      | hab./km² |

#### Parroquia el Tejero

##### Límites
Según la Gaceta Oficial del Estado Monagas, Reforma Parcial de la Ley de División Político Territorial del Estado Monagas, de fecha 29 de julio de 1998, la parroquia El Tejero, limita por el Norte, linda con el Municipio Ezequiel Zamora, desde el sitio denominado El Pescado en el río Amana se sigue aguas abajo hasta llegar a la desembocadura de la quebrada Masagüita en el río Amana; por el Este, desde la desembocadura de la quebrada Masagüita, hasta el punto UTM (N-1.066.620 y E- 428.420), en el Municipio Santa Bárbara, continúa en línea recta hasta el río Tonoro en el punto UTM (N-1.050.600 y E-428.400); por el Sur, linda con el límite Norte del Municipio Aguasay, desde el punto UTM (N-1.050.600 y E- 428.400), en el río Tonoro, continúa por el este aguas arriba, hasta las bocas de Tácata; por el Oeste, linda con el límite Sur de la Parroquia Areo, comprendido desde las bocas de Tácata hasta el sitio denominado El Pescado, punto de partida.

### Centros poblados
- Punta de Mata, capital del municipio.
- El Tejero, fundado el 9 de noviembre de 1770.[8]
- Musipan.

## Infraestructura

### Servicios públicos
La planta potabilizadora de Mundo Nuevo, localizada en el municipio Pedro María Freites del estado Anzoátegui, distribuye agua al municipio.

## Economía
En el municipio Zamora se dedican a la cosecha de maíz amarillo, sorgo, entre otros cereales. Avanza, en la producción de café y cacao.

### Turismo
El municipio cuenta con diversos balnearios para la recreación y disfrute de los diferentes ríos que se encuentran en municipio, estos son Musipán y Paso Solo.

## Educación
El municipio tiene varias escuelas y liceos, donde ofrecen educación primaria, secundaria y diversificado.

### Deportes
También cuenta con canchas deportivas y estadios, como el estadio municipal “Adanilda Martínez”y el estadio Municipal "Los Evangélicos", localizado en las Brisas del Aeropuerto de Punta de Mata.De igual forma, practican ajedrez.

## Cultura

### Símbolos
La bandera del municipio fue creada por Jordani Rojas, llamado “Destellos del Morichal”. Nelly Urbaneja desarrolló el himno del municipio y Andrea Febres, creó el Escudo Municipal denominado “Tierra de Progreso”.

### Comunidades indígenas
Dentro del municipio hacen vida varias comunidades indígenas como Kaputano, Potrero, Musipán, Pirital, Punta Gorda y Mangotín, representadas por  las etnias chaima, warao y kariña.

## Sitios de interés
- Iglesia Sagrado Corazón de Jesús, localizado en el Tejero.
- Monumento a la Virgen del Valle.

## Política y gobierno

### Alcaldes
| Período     | Alcalde               | Partido político / Alianza | % de votos | Notas |
| ----------- | --------------------- | -------------------------- | ---------- | --- |
| 1989 - 1991 | Miguel López Martines | AD                         | 42,97      | Primer alcalde bajo elecciones directas (No culminó su periodo, fue revocado de su mandato en un referéndum revocatorio) |
| 1991 - 1992 | María Mata Zerpa      | AD                         | -          | (Alcalde encargado por la cámara municipal tras referendo revocatorio)                                                   |
| 1992 - 1995 | Francisco Vietri      | AD                         | 34,57      | Segundo alcalde bajo elecciones directas                                                                                 |
| 1995 - 2000 | Francisco Vietri      | AD                         | -          | Reelecto (se realizaron elecciones generales adelantadas en el 2000 debido a la aprobación de la Constitución de 1999)   |
| 2000 - 2004 | Antonio Astudillo     | AD                         | 38,76      | Tercer alcalde bajo elecciones directas                                                                                  |
| 2004 - 2008 | Ángel Centeno         | GEIM                       | 50,91      | Cuarto alcalde bajo elecciones directas                                                                                  |
| 2008 - 2013 | Ángel Guzmán          | PSUV                       | 52,45      | Quinto alcalde bajo elecciones directas (se postergan 1 año las elecciones municipales pautadas para finales del 2012)   |
| 2013 - 2017 | Raúl Brazón           | PCV                        | 46,52      | Sexto alcalde bajo elecciones directas                                                                                   |
| 2017 - 2021 | Raúl Brazón           | PCV                        | 61,19      | Reelecto |
| 2021 - 2025 | Oscar Cedeño          | PSUV                       | 47,63      | Séptimo alcalde bajo elecciones directas                                                                                 |

### Concejo municipal
Período 1989 - 1992
| Concejales:        | Partido político / Alianza |
| ------------------ | -------------------------- |
| María Mata Zarpa   | AD                         |
| Faustino Rivera    | AD                         |
| Francisco Vieltri  | AD                         |
| Augusto Camino     | AD                         |
| Sergio Trak        | MICO                       |
| Magdy Ramos        | MICO                       |
| José Manuel Millán | COPEI                      |

Período 1992 - 1995
| Concejales:        | Partido político / Alianza |
| ------------------ | -------------------------- |
| Jesús Astudillo    | AD                         |
| Antonio Astudillo  | AD                         |
| Juan Borgo         | AD                         |
| Magdy Ramos        | MICO                       |
| Sergio Trak        | MICO                       |
| José Manuel Millán | COPEI                      |
| José Febres        | MAS                        |

Período 1995 - 2000
| Concejales:         | Partido político / Alianza |
| ------------------- | -------------------------- |
| Nancy Palsano       | AD                         |
| Luis Almeida Farías | AD                         |
| Ildebrando León     | AD                         |
| Antonio Astudillo   | AD                         |
| Tibizay Coa Maestre | AD                         |
| Rafael Ruíz         | COPEI                      |
| Ignacio García      | COPEI                      |

Período  2000 - 2005
| Concejales:          | Partido político / Alianza |
| -------------------- | -------------------------- |
| José Ramón Camino    | AD                         |
| Eugenio Marcano      | AD                         |
| Dennis Ponce         | AD                         |
| Piero Maroun         | AD                         |
| Alberto Cesin        | MVR                        |
| Carlos Navarro       | MVR                        |
| José Vicente Pereira | OCIM                       |

Período 2005 - 2013
| Concejales:      | Partido político / Alianza |
| ---------------- | -------------------------- |
| Julio Gómez      | MVR                        |
| Alcsides Meneses | MVR                        |
| Julio Astudillo  | AD                         |
| Piero Maroun     | AD                         |
| Diomira Wuiki    | PPT                        |
| Oscar Cedeño     | MIGATO                     |
| Morelia Zabala   | GEIM                       |

Período 2013 - 2018:
| Concejales        | Partido político / Alianza |
| ----------------- | -------------------------- |
| Leonardo Padilla  | VP MUD                     |
| Jesús Flores      | COPEI MUD                  |
| José Olivo        | MAS MUD                    |
| Oscar Millán      | UNT MUD                    |
| María Cabeza      | AD MUD                     |
| Antonio Astudillo | AD MUD                     |
| Morelia Zabala    | PSUV                       |

Período 2018 - 2021
| Concejales           | Partido político / Alianza |
| -------------------- | -------------------------- |
| Diomer Velásquez     | PSUV                       |
| Yolenny Cabrera      | PSUV                       |
| Abrahan Sabatino     | PSUV                       |
| Oscar Cedeño         | PSUV                       |
| Lorbeidis Sanzonerti | PSUV                       |
| Jesus Carvajal       | PSUV                       |
| Paoly García         | PSUV                       |

Período 2021 - 2025
| Concejales           | Partido político / Alianza |
| -------------------- | -------------------------- |
| Jesus Carvajal       | PSUV                       |
| Zhenia Cañas         | PSUV                       |
| Lorbeidis Sanzonerti | PSUV                       |
| Yolenny Cabrera      | PSUV                       |
| Abrahan Sabatino     | PSUV                       |
| Rosa Febres          | MUD                        |
| Antonio Briceño      | MUD                        |